# Noriel
Noriel este un grup de companii din România care deține o fabrică de jucării, magazine de jucării și o editură.
Grupul Noriel include companiile Noriel Impex (distribuitor de jucării), Toys and Games Industry (fabrica de jucării din Prahova), Noriel Maxim (editura de reviste și materiale educaționale pentru copii), Intertoy Zone (divizia de retail).
Grupul a avut o cifră de afaceri de 12 milioane euro în anul 2009.
În anul 2008, cea mai mare companie din grup, Noriel Impex, în care lucrau 53 de angajați, a avut o cifră de afaceri de 10,2 milioane euro.
În martie 2010, compania Noriel a fost preluată de grupul de societăți BAF, deținut de fondul de investiții Balkan Accession Fund, care este administrat de Axxess Capital.
La sfârșitul anului 2011 Noriel era prezent cu magazine de jucării în orașele Arad, Bacău, Brăila, București, Cluj, Constanța, Craiova, Iași, Oradea, Pitești, Timișoara și cu magazin online. 
La sfârșitul anului 2013 Noriel era prezent cu 40 de magazine, numărul angajaților crescând la peste 300, iar cifra de afaceri înregistrând creșteri semnificative.